# Družba národů
Fontána Družba národů je jednou ze 3 hlavních fontán a také jedním z hlavních symbolů Výstavy úspěchů národního hospodářství (VDNCh) v Moskvě. Fontána byla postavena při příležitosti otevření VDNCh v roce 1954 podle projektu Konstantina Topuridzeho a G. D. Konstantinovského. Nachází se na Centrální aleji, na náměstí Družby národů, vedle Hlavního pavilonu. Fontána byla uzavřena kvůli restauraci od začátku jara 2018, znovu byla otevřena v dubnu 2019.

## Sochy
Šestnáct ženských soch okolo fontány symbolizuje 16 svazových republik (včetně Karelo-finské SSR, která existovala do roku 1956 jako samostatná republika; poté byla začleněna do RSFSR). Každá z dívek je oblečena do lidového kroje a v ruce drží různé druhy ovoce nebo rostlin, například Rusko s copem drží pšenici, Ukrajina stojí s věncem, Bělorusko je vyobrazeno se zavázaným trojcípým šátkem a jablkem v ruce. Jsou přesně známy jména tří modelek: estonská balerína a herečka Virve Kiple-Parsadanjan, turkmenská pianistka Gozel Annamamedova a Gruzínka Rodam Amiredžibi (žena básníka Michaila Světlova).
Při pohledu od Hlavního pavilonu stojí v popředí tři slovanské republiky (zleva doprava Ukrajina, Rusko, Bělorusko). Podle hodinových ručiček stojí sochy v následujícím pořadí: RSFSR, Ukrajinská SSR, Uzbecká SSR, Gruzínská SSR, Litevská SSR, Lotyšská SSR, Tádžická SSR, Turkmenská SSR, Karelo-finská SSR, Estonská SSR, Arménská SSR, Moldavská SSR, Kyrgyzská SSR, Ázerbájdžánská SSR, Kazašská SSR, Běloruská SSR.
Rozmístění soch nesouhlasí s rozložením pavilonů republik na výstavišti, ani s abecedním pořadím. Ve skutečnosti bylo pořadí převzato ze znaku SSSR, který se tehdy opíral o seznam republik podle Ústavy SSSR ze dne 2. února 1947. V Ústavě byly republiky řazeny podle počtu obyvatel (RSFSR, Ukrajinská SSR, Běloruská SSR, Uzbecká SSR, Kazašská SSR atd.). Jedinou výjimkou jsou sochy Moldavské SSR a Kyrgyzské SSR, jejichž místa jsou z neznámého důvodu na špatném místě.

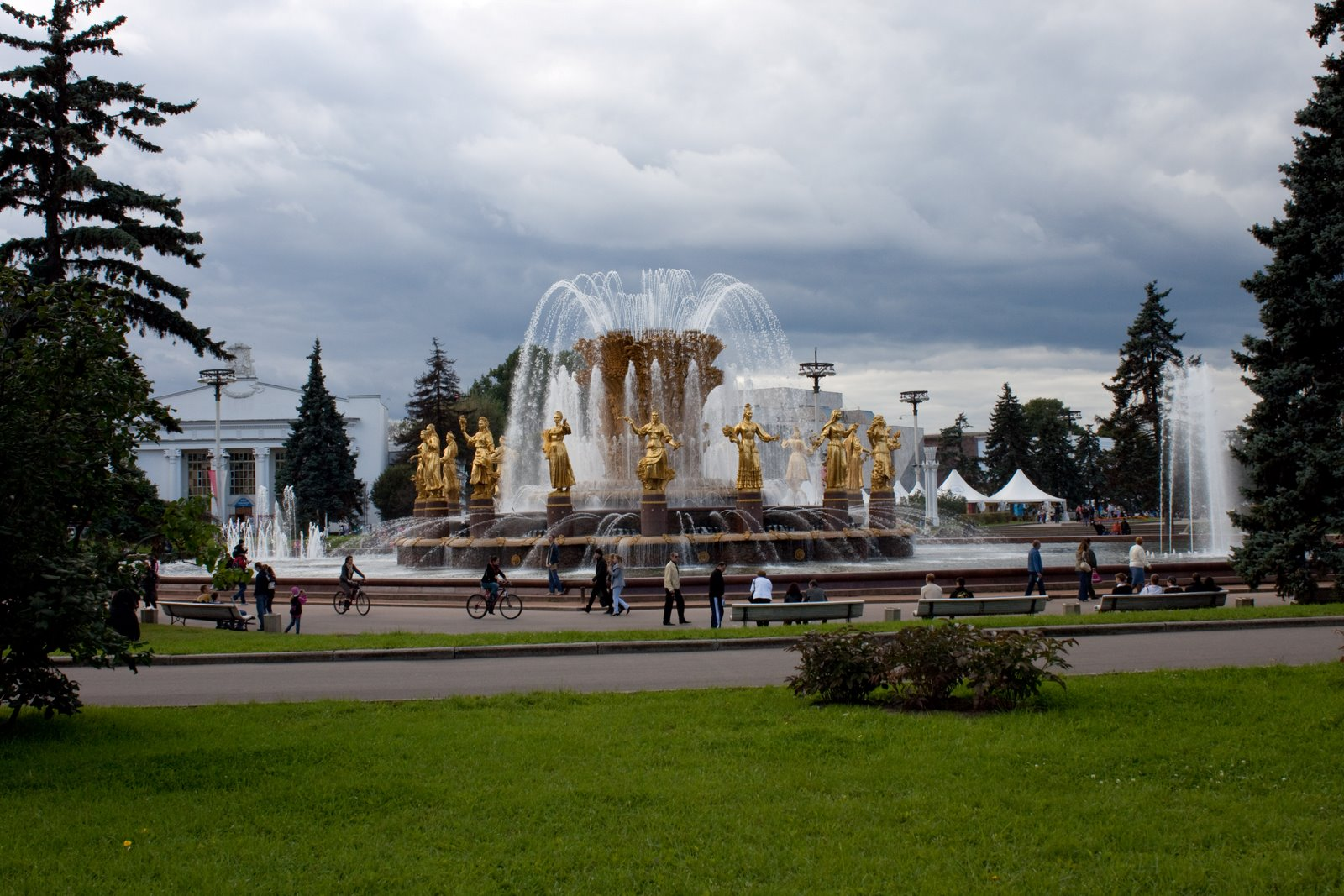
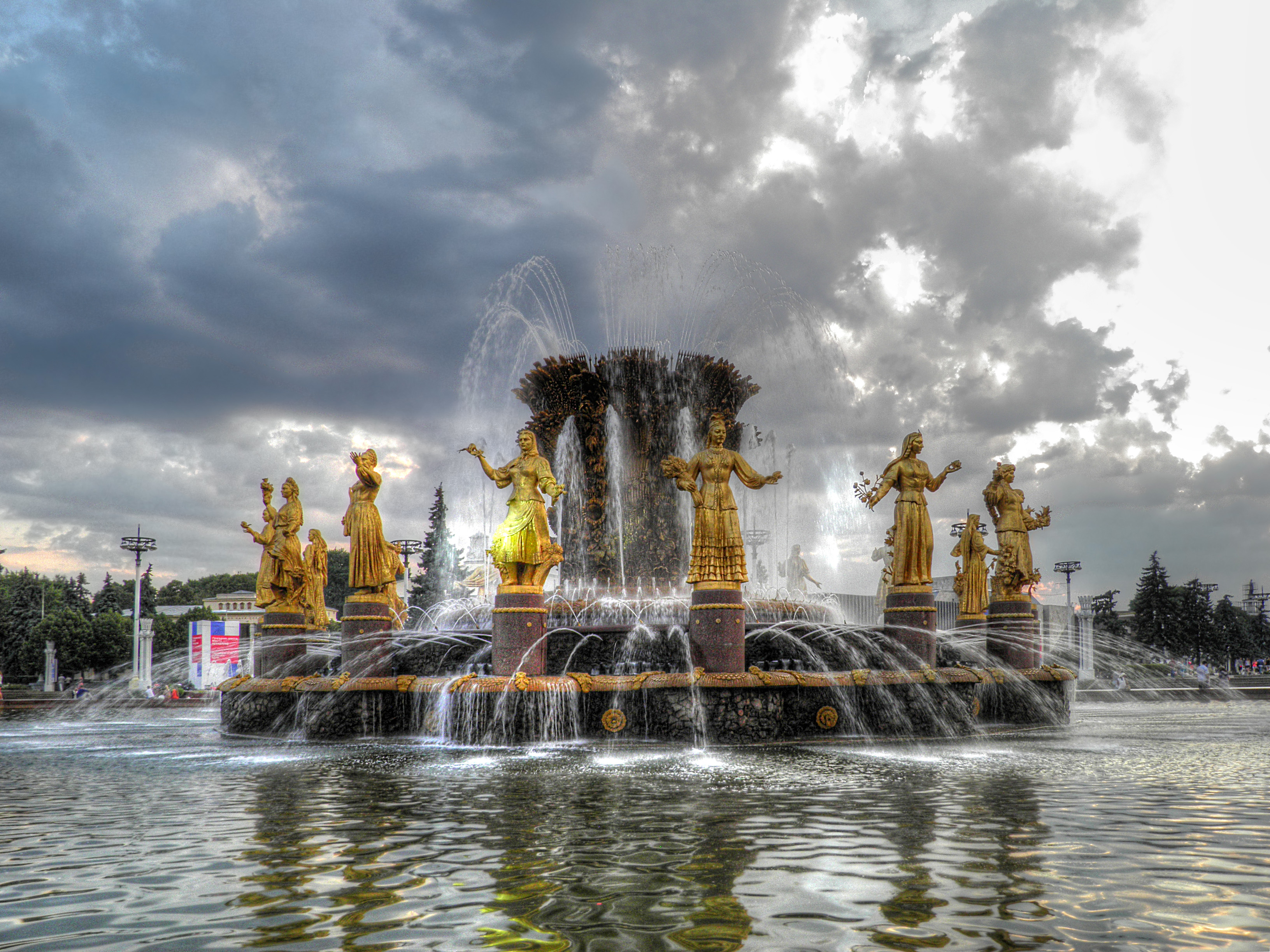
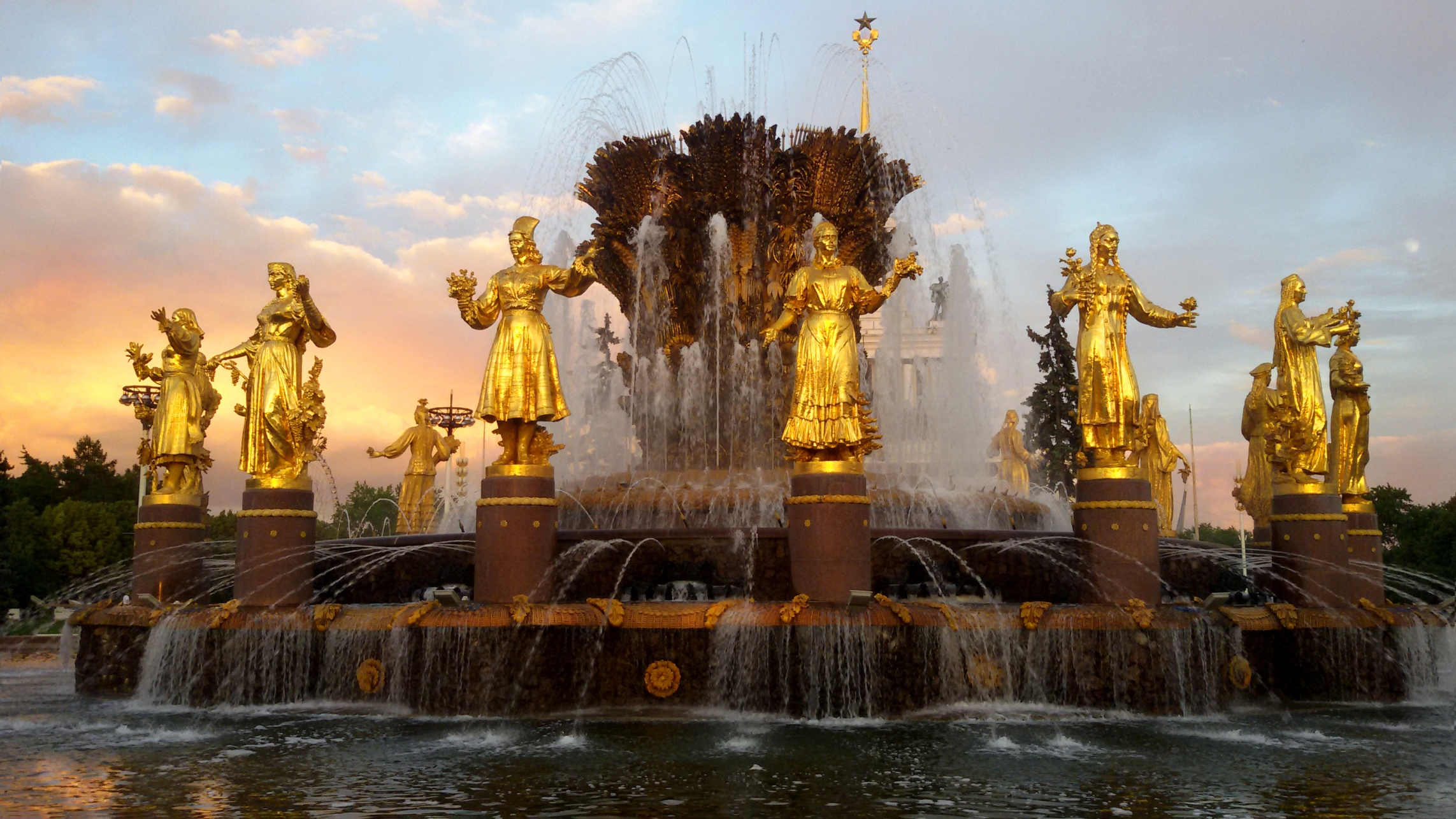
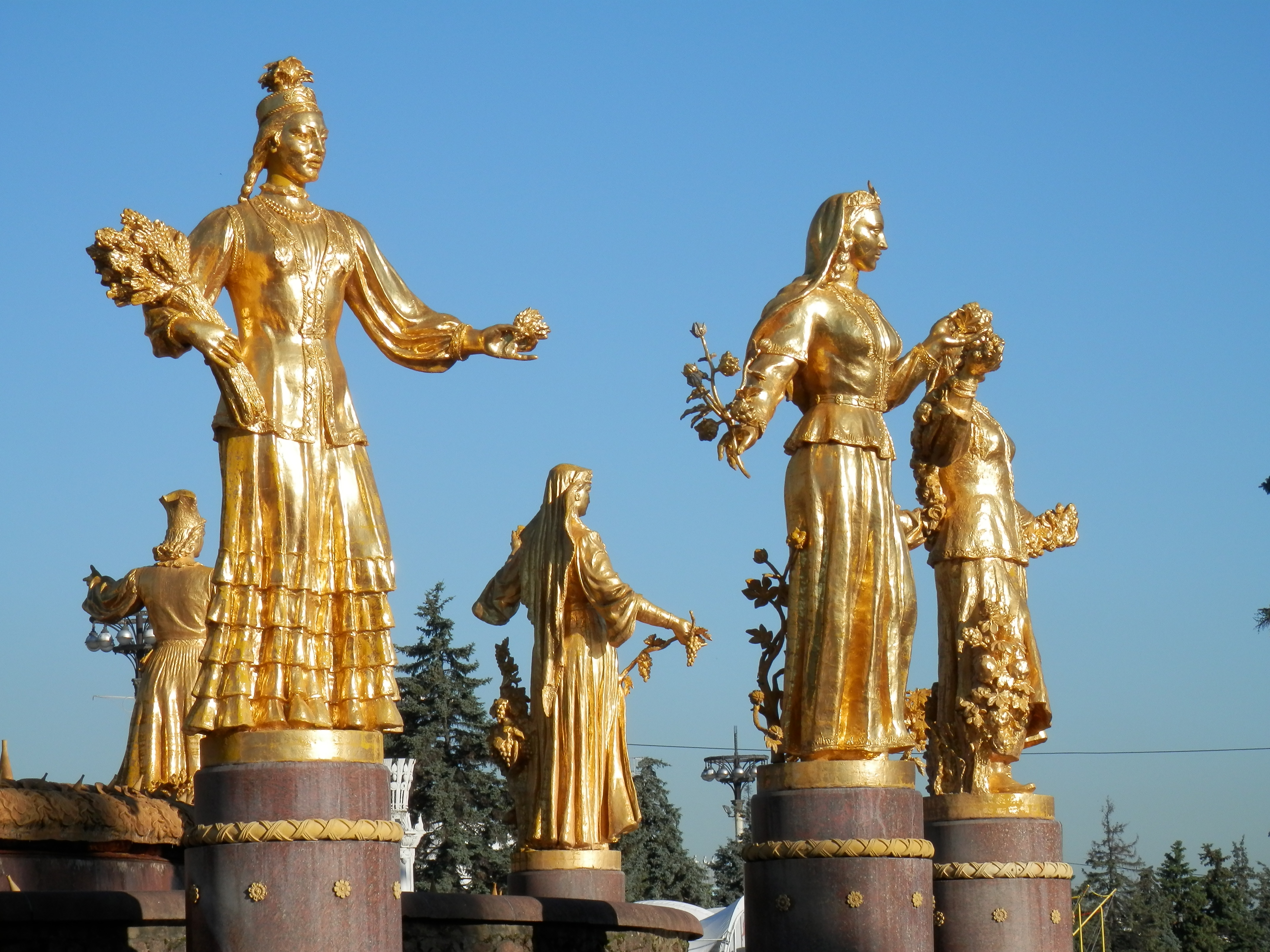